# Mitogio
Mitogio (Mitogiu in siciliano) è un piccolo borgo con economia a carattere prevalentemente agricola frazione del comune di Castiglione di Sicilia, posto nella valle dell'Alcantara in provincia di Catania. Il centro si è creato agli inizi del 1900 quando è stata costruita la Centrale idroelettrica della Società Generale Elettrica della Sicilia, poi passata all'Enel negli anni 1960. È ubicato ad una quota di circa 37 m s.l.m. ed è luogo di produzione di ulivi e agrumi. La campagna si stende lungo la riva destra del fiume Alcantara che scorre nella valle omonima e le colline che da Calatabiano proseguono fino al centro di Castiglione.
La frazione è situata a 2 km dalle gole dell'Alcantara e a 15 km dalla costa ionica e da Taormina. Vi si accede dalla strada statale 185 di Sella Mandrazzi.